# Karl Frey (Architekt, 1943)
Karl Frey (* 18. Februar 1943 in Eichstätt) ist ein deutscher Architekt. Er war zwischen 1991 und 2010 Diözesanbaumeister von Eichstätt.

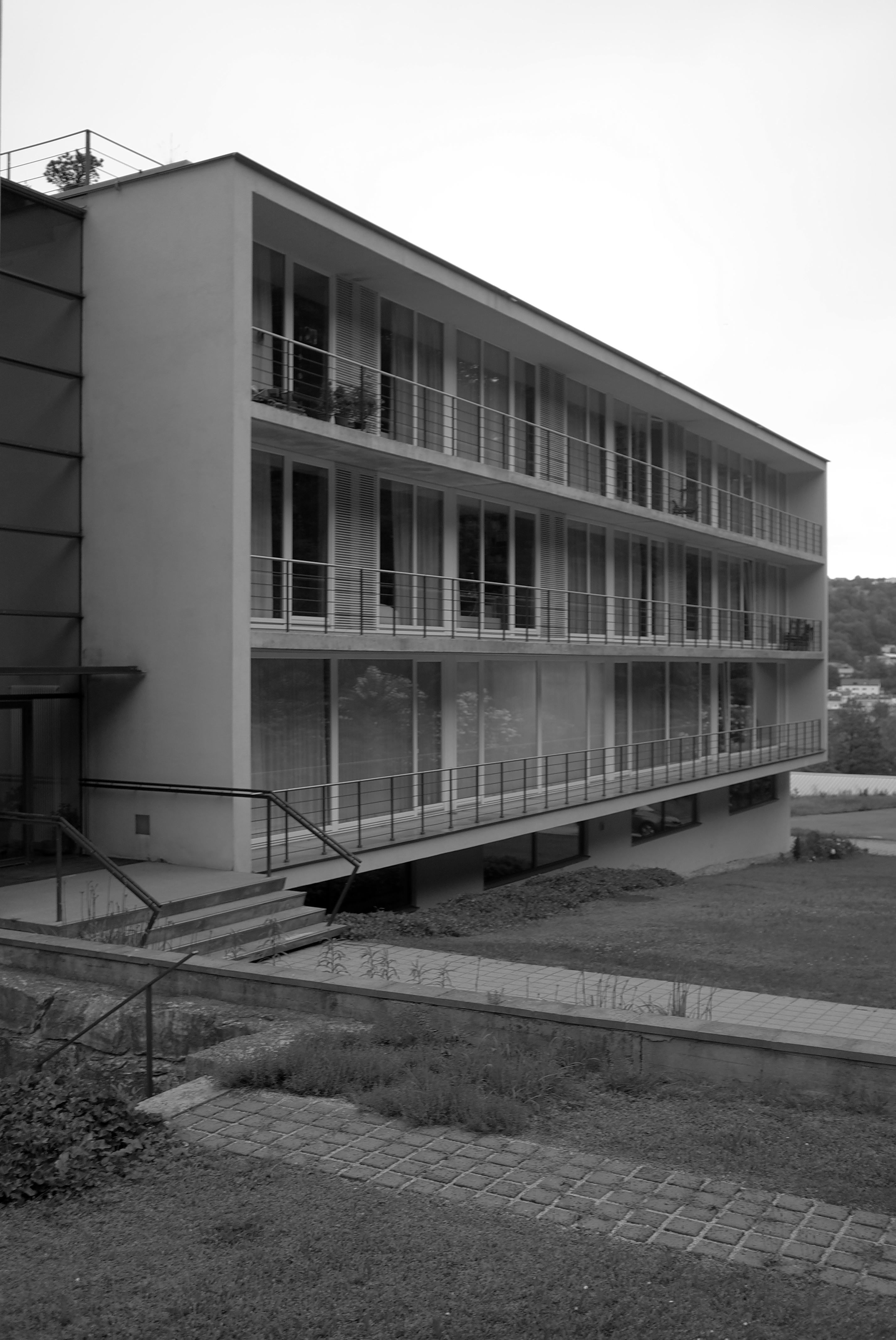
Salesianum, Eichstätt

## Werdegang
1970 schloss Frey ein dreijähriges Architekturstudium an der Fachhochschule Nürnberg mit dem Abschluss Ingenieur im Hochbau ab. Es folgten vier Jahre Mitarbeit im Ingolstädter Architekturbüro von Josef Elfinger. Anschließend studierte er 1974 für drei Jahre Architektur an der TU München. Nach dem Diplom im Jahr 1980 war Frey als freischaffender Architekt in Eichstätt tätig. 1980 folgt die Ernennung zum Regierungsbaumeister. Von 1984 bis 1989 war er Stadtbaumeister von Eichstätt. Von 1991 bis 2010 war Frey als Nachfolger von Karljosef Schattner als Diözesanbaumeister der Diözese Eichstätt und als Universitätsbaumeister der katholischen Universität Eichstätt-Ingolstadt tätig.
Zwischen 1984 und 2003 hatte er verschiedene Lehraufträge an den Hochschulen in Regensburg und München inne. Karl Frey ist Mitglied des Bundes Deutscher Architekten.
Preisrichtertätigkeiten
Frey saß neben Max Bächer (Vorsitz), Wilhelm Kücker, Andreas Mühlbauer und Karljosef Schattner in der Jury für das Caritas-Pirckheimer-Haus von Wilhelm Huber und Erich Kessler.

## Bauten
Bauten als Stadtbaumeister
- 1985: Neugestaltung Marktplatz, Eichstätt

Bauten als Diözesanbaumeister

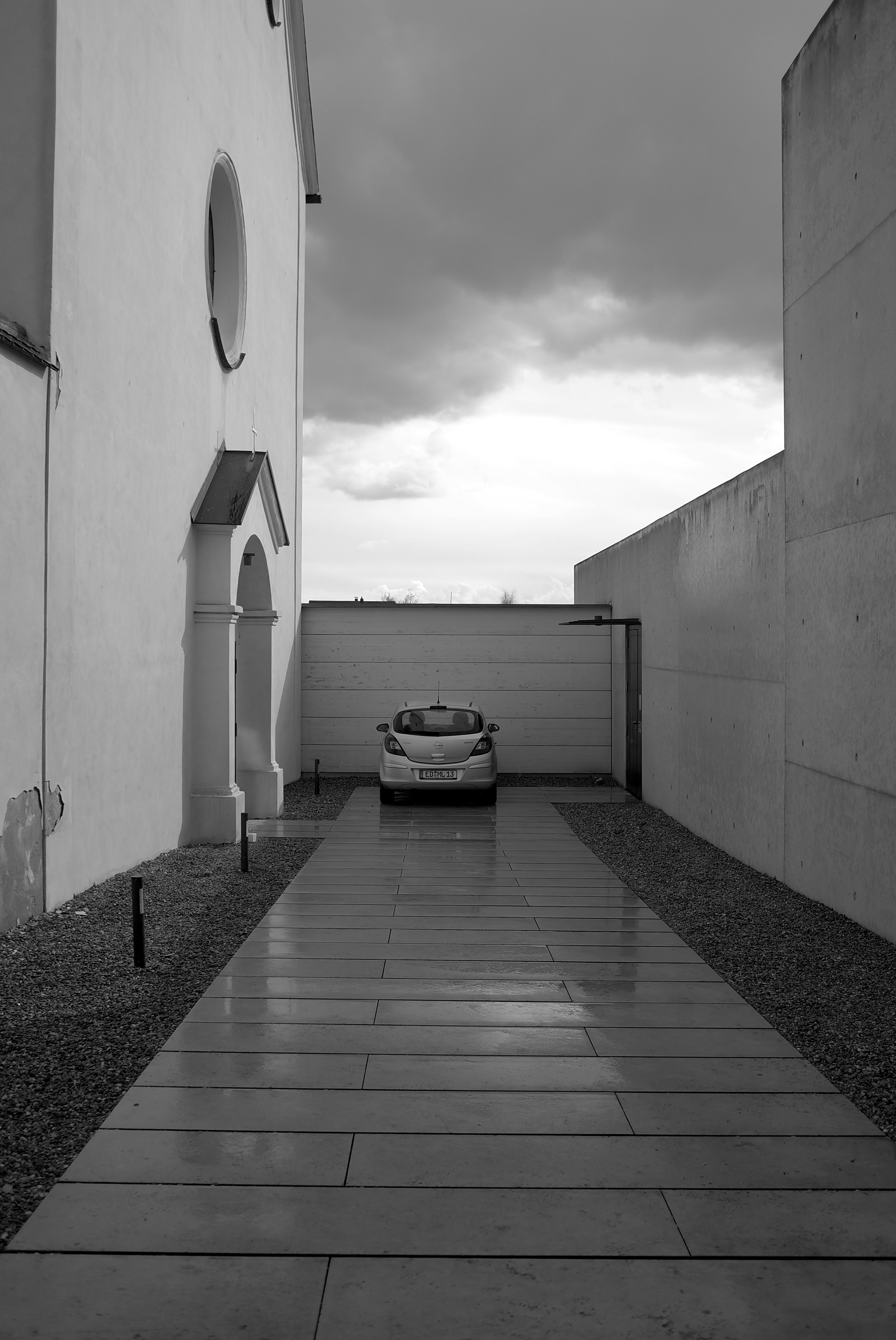
Karmel Wemding

Bauten von Frey wurden von Peter Bonfig, Josef Fiedler und Werner Prokschi fotografisch dokumentiert.

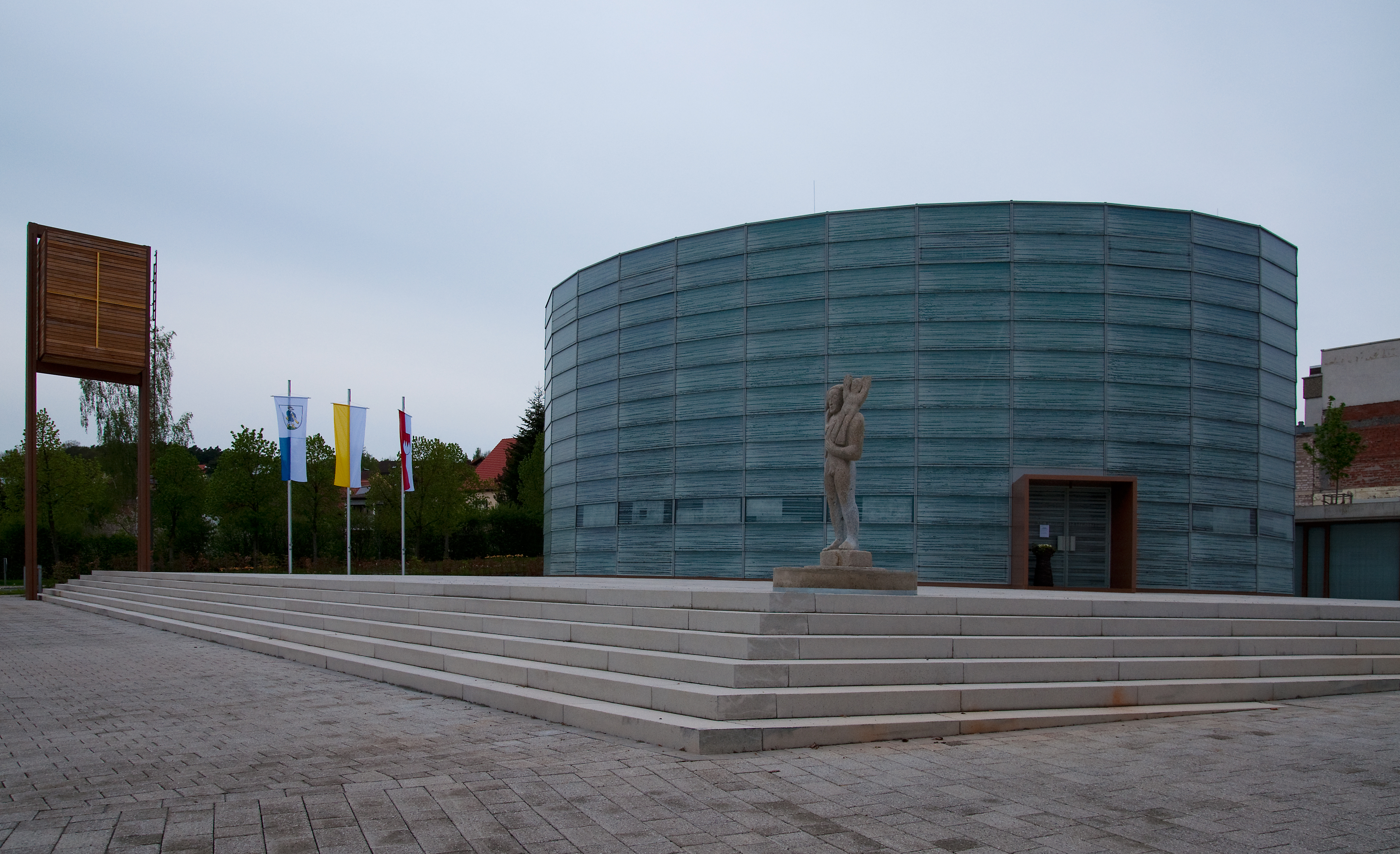
St. Bonifatius, Dietenhofen

- 1993–1996: Sanierung und Erweiterung Orbanbau, Ingolstadt[2] mit Ingenieur Johann Grad und Lichtplaner Walter Bamberger
- 1994–1995: Kinderhaus der Dompfarrei, Eichstätt[3]
- 1995–1996: Aula am Graben, Eichstätt[4]
- 1993–2000: Sanierung und Erweiterung Karmel Wemding[5]
- 1999–2002: Diözesanjugendhaus, Habsberg[6]
- 1999–2003: Erweiterung Salesianum Rosental[7]
- 2003: Umgestaltung des Altarraumes der Kirche St. Louis, Berlin-Wedding
- 2003–2005: Kindergarten zur Heiligen Familie, Eichstätt mit Ingenieur Sailer, Stepan und Partner[8]
- 2005–2006: Professor Fleischmann Halle, Ingolstadt mit Ingenieur Sailer, Stepan und Partner und Landschaftsarchitekt Wolfgang Weinzierl[9][10]
- 2006–2009: St. Bonifatius, Dietenhofen mit Ingenieur Sailer, Stepan und Partner und Lichtplaner Walter Bamberger[11]
- 2005–2007: Studentenwohnheim, Ingolstadt[12]
- 2006–2007: Kinderkrippe der Katholischen Universität Eichstätt-Ingolstadt, Eichstätt[13]
- Sanierung: Ostenstraße 27 und 29, Eichstätt[14]

## Ehrungen und Preise
- 1997: Auszeichnung – BDA-Preis Bayern für Sanierung und Erweiterung Orbanbau, Ingolstadt
- 1997: BDA-Preis Bayern für Aula am Graben, Eichstätt[15]
- 2003: Auszeichnung – BDA-Preis Bayern für Diözesanjugendhaus, Habsberg
- 2005: Engere Wahl – Deutscher Holzbaupreis für Kindergarten zur Heiligen Familie, Eichstätt
- 2022: Verdienstmedaille des Verdienstordens der Bundesrepublik Deutschland[16]

## Vorträge
- 2010: Kunstverein Ingolstadt[17]